# Валя-Поєній (Хунедоара)
Валя-Поєній (рум. Valea Poienii) — село у повіті Хунедоара в Румунії. Входить до складу комуни Ворца.
Село розташоване на відстані 325 км на північний захід від Бухареста, 30 км на північний захід від Деви, 107 км на південний захід від Клуж-Напоки, 114 км на схід від Тімішоари.

## Населення
За даними перепису населення 2002 року у селі проживали 211 осіб, усі — румуни. Усі жителі села рідною мовою назвали румунську.